# سید علی‌اصغر حجازی
سید علی‌اصغر حجازی روحانی و سیاستمدار ایرانی است که به عنوان قائم‌مقام دفتر سید علی خامنه‌ای، رهبر جمهوری اسلامی ایران فعالیت می‌کند. او مدتی معاونت امور خارجی وزارت اطلاعات جمهوری اسلامی ایران را بر عهده داشت. کنترل و هماهنگی و تنظیم روابط سران قوا و قوای سه‌گانه، هماهنگی دستگاه‌های امنیتی و اطلاعاتی کشور، همچون وزارت اطلاعات و سازمان‌های اطلاعات موازی، سیاستگذاری در امور بیت رهبری و نظارت بر اجرای سیاست‌های کلی نظام به نیابت و نمایندگی از رهبر جمهوری اسلامی بر عهده اوست.
وزارت خزانه داری ایالات متحده آمریکا در دی ۱۳۹۸ حجازی را به فهرست تحریم‌ها اضافه نمود. اتحادیه اروپا در فروردین ۱۳۹۸ اصغر حجازی را به دلیل نقشی که در نقض گسترده و شدید حقوق شهروندان ایرانی داشته، تحریم کرد. وی به نقض حقوق بشر متهم شده است.
به ادعای ایران اینترنشنال در جریان جنگ ایران و اسرائیل در خرداد ۱۴۰۴، حجازی به همراه شماری از مقام‌های ارشد دیگر، مذاکراتی با مقام‌های روسیه انجام داد تا امکان خروج خود و خانواده‌اش از کشور از طریق یک کریدور امن را فراهم کند. این رسانه در ادامه می‌افزاید: سایر مقام‌های ارشد نیز مسیرهای خروج خود را نهایی کردند.

## پیشینه و رابطه با سید علی خامنه‌ای
سید علی اصغر حجازی فرزند سید جواد حجازی و اصالتاً همدانی می‌باشد.
اوایل انقلاب اسلامی، سیدعلی اصغر حجازی از اعضای حزب جمهوری اسلامی بوده است. پس از تأسیس وزارت اطلاعات جمهوری اسلامی ایران به دستور سیدعلی خامنه‌ای، رئیس‌جمهور وقت، وی به سمت معاون امور خارجی وزارت اطلاعات منصوب می‌شود.
پس از به رهبری رسیدن سیدعلی خامنه‌ای، سیدعلی اصغر حجازی به عنوان قائم مقام دفتر رهبری انتحاب می‌شود. بسیاری او را، چهره پشت پرده اطلاعاتی بیت رهبری توصیف کرده‌اند. رسانیدن پیام‌های رهبر جمهوری اسلامی ایران به سران قوا از وظایف وی بوده است. در زمان ریاست جمهوری سید محمد خاتمی، سیدعلی اصغر حجازی، با انتقال نظرات رهبر به دولت و مجلس، تلاش داشت تا دولت و مجلس را با سیاست‌های رهبر سازگار کند.

## ابلاغ علنی حکم حکومتی خامنه‌ای
۱۶ مرداد ۱۳۷۹، سیدعلی خامنه‌ای طی نامه‌ای به مجلس شورای اسلامی، خواستار خارج کردن طرح اصلاح قانون مطبوعات از دستور کار مجلس شد. از این نامه به عنوان اولین حکم حکومتی یاد می‌شود. این حکم حکومتی توسط سیدعلی اصغر حجازی به مهدی کروبی رئیس مجلس ششم داده شد.

## اختلاف با احمدی‌نژاد
به گفته برخی منابع، سیدعلی اصغر حجازی با حمایت دفتر رهبر جمهوری اسلامی ایران از محمود احمدی‌نژاد حتی در دوره اول ریاست جمهوری اش مخالف بود. شاید به دلیل همین اختلاف نظر، وی نقش رابط رهبر و دولت محمود احمدی‌نژاد را ایفا نکرده است.

## تحریم اتحادیه اروپا و وزارت خزانه‌داری ایالات متحده آمریکا
اتحادیه اروپا طی تصمیم مورخ مورخ ۴ فروردین ۱۳۹۱، هفده مقام ایرانی از جمله سید علی اصغر حجازی را به دلیل نقشی که در نقض گسترده و شدید حقوق شهروندان ایرانی داشته‌اند، از ورود به کشورهای این اتحادیه محروم کرد. کلیه دارایی‌های این مقامات نیز در اروپا توقیف خواهد شد.
در نهم خردادماه ۱۳۹۱، وزارت خزانه‌داری ایالات متحده آمریکا نیز سید علی‌اصغر میرحجازی را به دلیل نقض جدی حقوق بشر در جریان اعتراضات به نتایج انتخابات ریاست‌جمهوری ایران (۱۳۸۸) تحریم کرد.
بر اساس این تحریم، دارایی‌های احتمالی سیدعلی اصغر میرحجازی در ایالات متحده توقیف و از ورود او به این کشور جلوگیری می‌شود. همچنین شهروندان ایالات متحده، حق هیچ‌گونه معامله‌ای با او نخواهند داشت.
وزارت خزانه داری ایالات متحده آمریکا روز جمعه ۲۰ دی ۱۳۹۸ در بیانیه‌ای، ۸ مقام ارشد جمهوری اسلامی ایران از جمله سید علی‌اصغر حجازی را به فهرست تحریم‌ها اضافه نمود.

## نقض حقوق بشر
بر پایه منابع گوناگون، وی به نقض حقوق بشر، متهم شده است.
بر اساس بیانیه اتحادیه اروپا، سید علی اصغر حجازی متهم شده که به دستور مستقیم رهبر جمهوری اسلامی ایران طرح‌های «جلوگیری از اغتشاشات» را از سال ۲۰۰۹، هدایت کرده است.
بر طبق بیانیه وزارت خزانه‌داری ایالات متحده آمریکا، میرحجازی از نیروهای سپاه پاسداران انقلاب اسلامی و وزارت اطلاعات جمهوری اسلامی ایران در
درهااا به نتایج انتخابات ریاست‌جمهوری ایران (۱۳۸۸) پشتیبانی می‌کرده است. در بخشی از این بیانیه آمده: «اصغر میر حجازی معاون بیت رهبر جمهور اسلامی است و از نزدیک در کلیه مباحث و گفت‌وگوهای مربوط به امور نظامی و سیاست‌های خارجی مشارکت دارد. پس از انتخابات مناقشه برانگیز ریاست جمهوری سال ۱۳۸۸، میر حجازی نقش مهمی در جلوگیری از اغتشاشات در ایران داشت».

## اتهام رانت و خویشاوندسالاری

### اتهام رانت شغلی فرزندان
در آبان ماه ۱۳۹۶ منابع خبری علی‌اصغر حجازی را تلویحاً به سوءاستفاده از قدرت و رانت در استخدام پسر خود، سید محمد حسین حجازی، در سمت‌های مختلف از نوزده سالگی، متهم کردند. این اتهامات با اعلام انتصاب پسر سید علی اصغر حجازی به مدیرعاملی شرکت نوسازی عباس‌آباد وابسته به شهرداری تهران و با حکم محمدعلی نجفی در فضای خبری ایران شدت گرفت. در نقطه مقابل نیز، بعضی اهالی رسانه از جمله مهدی محمدی نویسنده روزنامه کیهان از آقای حجازی دفاع کرده و اظهار کردند که او برای پسرش اعمال نفوذ نکرده است و باید از محمدعلی نجفی دربارهٔ حکمی که صادر کرده سؤال کرد.